# Gebhard Glück
Gebhard Glück (* 18. Juni 1930 in München; † 24. März 2009 in Passau) war ein deutscher Pädagoge und Politiker (CSU).

## Leben und Beruf
Nach dem Abitur 1949 am Alten Realgymnasium (heute Oskar-von-Miller-Gymnasium) in München nahm Glück ein Studium der Germanistik, Geschichte und Sport an der Ludwig-Maximilians-Universität München auf, das er 1954 mit dem ersten und 1956 mit dem zweiten Staatsexamen beendete. Anschließend war er als wissenschaftlicher Assistent an der Universität Erlangen tätig, an der er im Juli 1962 zum Dr. phil. promovierte.
Glück trat in den Schuldienst ein, arbeitete als Lehrer an der Ohm-Oberrealschule in Erlangen. Danach war er als Gymnasiallehrer am Leopoldinum in Passau tätig. Hier wurde er zuletzt zum Oberstudiendirektor befördert. 
Mit seiner Frau Annemarie (geb. Freislederer) hatte er drei Kinder.

## Partei
Glück trat 1963 in die CSU ein. Er war von 1967 bis 1979 Vorsitzender des CSU-Kreisverbandes Passau-Stadt und stellvertretender Vorsitzender des CSU-Bezirkes Niederbayern. Außerdem wurde er in den Landesvorstand der Christsozialen gewählt. Von 1997 bis 2005 fungierte er als Vorsitzender der Senioren-Union der CSU.

## Abgeordneter
Glück war von 1966 bis 1990 Ratsmitglied der Stadt Passau. Dem Bayerischen Landtag gehörte er von 1970 bis 1998 an. Hier war er von 1974 bis 1984 stellvertretender Vorsitzender der CSU-Fraktion.

## Öffentliche Ämter
Glück amtierte vom 17. Juli 1984 bis zum 14. Juni 1988 als Staatssekretär für Arbeit und Sozialordnung in der von Ministerpräsident Franz Josef Strauß geführten Regierung des Freistaates Bayern. Vom 30. September 1987 bis zum 14. Juni 1988 übernahm er zudem das Amt des Staatssekretärs im Staatsministerium für Unterricht und Kultus. Nach dem Rücktritt von Karl Hillermeier wurde er am 14. Juni 1988 zum Staatsminister für Arbeit und Sozialordnung ernannt. Er gehörte auch der von Ministerpräsident Max Streibl geleiteten Folgeregierung an und trug hier seit dem 1. Februar 1991 die Amtsbezeichnung Staatsminister für Arbeit, Familie und Sozialordnung. Vom 17. Juni 1993 bis zum 27. Oktober 1994 amtierte er dann als Staatsminister für Arbeit und Sozialordnung, Familie, Frauen und Gesundheit in der von Ministerpräsident Edmund Stoiber geleiteten Landesregierung. Anschließend übernahm Barbara Stamm die Leitung des Ministeriums.

## Ehrungen
- Bayerischer Verdienstorden (1978)
- Bayerische Verfassungsmedaille in Silber (1981)
- Ehrenring der Stadt Passau (1983)
- Bundesverdienstkreuz 1. Klasse (1986)
- Ehrenbürger der Universität Passau (1987)
- Bayerische Verfassungsmedaille in Gold (1988)
- Kommunale Verdienstmedaille in Silber (1988)
- Ehrenbürger der Stadt Passau (1990)
- Ehrenplakette des Bundes der Vertriebenen (1992)
- Großes Bundesverdienstkreuz (1995)
- Europa-Medaille (1998)
- Bayerische Staatsmedaille für soziale Verdienste (1999)
- Schlesierschild (1999)
- Gregoriusorden
- Sein Name steht auf dem Ehrenmal der Stadt Passau auf dem Innstadtfriedhof.